# Józef Pułaski
 (mars 2022).
Si vous disposez d'ouvrages ou d'articles de référence ou si vous connaissez des sites web de qualité traitant du thème abordé ici, merci de compléter l'article en donnant les références utiles à sa vérifiabilité et en les liant à la section « Notes et références ».
Józef Pułaski est un patriote polonais, né à Pulazie (palatinat de Lublin) en 1704, mort à Constantinople en 1769. Il est le père de Casimir Pulaski.

## Biographie
Il étudie le droit, devient avocat, homme d’affaires, arbitre dans des procès et acquiert, par son intelligence et son habileté, une grande fortune. Pułaski se prononce, en 1733, en faveur de Stanislas Leszczynski, reconnait, après l’abdication de ce prince, le roi Frédéric-Auguste, devient staroste de Warku et affiche, en 1764, une vive opposition à l’élévation au trône de Stanislas Antoine Poniatowski appuyé par la Russie.
Après avoir fait partie, en qualité de nonce, de la confédération des mécontents, réunie à Radom, puis à Varsovie, Pulaski, indigné des excès commis par les Russes en Pologne en pleine paix, résolut de les chasser et de fermer dans ce but une nouvelle confédération qui devait avoir pour chef suprême Charles Radziwiłł, alors proscrit, et pour chef provisoire le comte Krasiński, frère du patriotique évêque de Kaminiec. En conséquence, il se rendit avec Krasiński à Bar, en Podolie, jeta avec lui les fondements de la célèbre confédération de Bar (29 février 1768), devint maréchal des troupes eu déploya une activité extraordinaire pour grossir le nombre des adhérents, qui s’éleva rapidement de 300 à 8 000.
Pendant que l’évêque de Kaminiec visitait les cours de Dresde, Vienne et Versailles, pour les déterminera seconder le mouvement national des Polonais, Catherine II envoyait des troupes russes pour resserrer les confédérés et leur couper les communications avec les palatinats voisins. Les confédérés remportèrent d’abord quelques succès, qui donnèrent à la manifestation de Bar un immense retentissement, mais ces succès furent suivis de revers et, pour comble de malheur, la mésintelligence se mit entre Joseph Pułaski et Joachim Potocki qui, voyant avec chagrin le premier commander les troupes, acquérir une grande autorité et la réputation d’un habile homme de guerre, s’attacha à le rendre odieux et suspect, le fit passer aux yeux des uns pour un exagéré, aux yeux des autres pour un traître.
Victime de ces fausses accusations, Pułaski fut arrêté traîtreusement en Moldavie, pendant une entrevue avec un général turc, et jeté en prison, où il mourut peu après de mort violente, selon l’opinion la plus accréditée.